# Campeonato Europeo de Taekwondo de 2016
El XXII Campeonato Europeo de Taekwondo se celebró en Montreux (Suiza) entre el 19 y el 22 de mayo de 2016 bajo la organización de la Unión Europea de Taekwondo (ETU) y la Federación Suiza de Taekwondo.
Las competiciones se realizaron en el Pabellón Multideportivo de Pierrier de la ciudad helvética.

## Medallistas

### Masculino
| Evento         | Oro                               | Plata                          | Bronce                                                      |
| -------------- | --------------------------------- | ------------------------------ | ----------------------------------------------------------- |
| –54 kg (19.05) | Mourad Laachraoui · Bélgica       | Jesús Tortosa Cabrera · España | Mijail Artamonov · Rusia · Stanislav Denisov · Rusia        |
| –58 kg (19.05) | Rui Bragança Portugal             | Ron Atias Israel               | Feyi Pearce · Reino Unido · Ruslan Poiseyev · Rusia         |
| –63 kg (20.05) | Jaouad Achab · Bélgica            | Jarosław Mecmajer · Polonia    | Stevens Barclais · Francia · Joel González Bonilla · España |
| –68 kg (20.05) | Servet Tazegül Turquía            | Hamza Adnan Karim · Alemania   | Konstantin Minin · Rusia · Serguei Vardazarian · Armenia    |
| –74 kg (21.05) | Júlio Ferreira Portugal           | Toni Kanaet · Croacia          | Claudio Treviso · Italia · Nicholas Corten · Bélgica        |
| –80 kg (21.05) | Milad Beigi Hərçəqani Azerbaiyán  | Yunus Sarı Turquía             | Aaron Cook · Moldavia · Piotr Paziński · Polonia            |
| –87 kg (22.05) | Vladislav Larin · Rusia           | Arman Yeremian Armenia         | Draško Jovanov Serbia Payam Ghobadi Oughaz Azerbaiyán       |
| +87 kg (22.05) | Arman-Marshall Sila · Bielorrusia | Roman Kuznetsov · Rusia        | Omar El Yazidi · Francia · Piotr Hatowski · Polonia         |

### Femenino
| Evento         | Oro                         | Plata                        | Bronce                                                                  |
| -------------- | --------------------------- | ---------------------------- | ----------------------------------------------------------------------- |
| –46 kg (19.05) | Iryna Romoldanova · Ucrania | Blanca Palmer Soler · España | Rukiye Yıldırım Turquía Hajer Mustapha Francia                          |
| –49 kg (19.05) | Tijana Bogdanović Serbia    | Ana Petrušič Eslovenia       | Alexandra Lychaguina · Rusia · Lucija Zaninović · Croacia               |
| –53 kg (20.05) | Tatiana Kudashova · Rusia   | Patimat Abakarova Azerbaiyán | Zeliha Ağrıs Turquía Floriane Liborio Francia                           |
| –57 kg (20.05) | Jade Jones Reino Unido      | Nikita Glasnović · Suecia    | Martina Zubčić · Croacia · Raheleh Asemani · Bélgica                    |
| –62 kg (21.05) | İrem Yaman Turquía          | Magda Wiet-Hénin Francia     | Rabia Güleç · Alemania · Daniela Rotolo · Italia                        |
| –67 kg (21.05) | Lauren Williams Reino Unido | Nur Tatar Turquía            | Haby Niaré · Francia · Matea Jelić · Croacia                            |
| –73 kg (22.05) | Iva Radoš · Croacia         | Milica Mandić Serbia         | Petra Matijašević · Macedonia del Norte · Reshmie Oogink · Países Bajos |
| +73 kg (22.05) | Bianca Walkden Reino Unido  | Nafia Kuş Turquía            | Rosana Simón Álamo · España · Olga Ivanova · Rusia                      |

## Medallero
| Núm. | País                | Oro | Plata | Bronce | Total |
| ---- | ------------------- | --- | ----- | ------ | ----- |
| 1    | Reino Unido         | 3   | 0     | 1      | 4     |
| 2    | Turquía             | 2   | 3     | 2      | 7     |
| 3    | Rusia               | 2   | 1     | 6      | 9     |
| 4    | Bélgica             | 2   | 0     | 2      | 4     |
| 5    | Portugal            | 2   | 0     | 0      | 2     |
| 6    | Croacia             | 1   | 1     | 3      | 5     |
| 7    | Azerbaiyán          | 1   | 1     | 1      | 3     |
| 7    | Serbia              | 1   | 1     | 1      | 3     |
| 9    | Bielorrusia         | 1   | 0     | 0      | 1     |
| 9    | Ucrania             | 1   | 0     | 0      | 1     |
| 11   | España              | 0   | 2     | 2      | 4     |
| 12   | Francia             | 0   | 1     | 5      | 6     |
| 13   | Polonia             | 0   | 1     | 2      | 3     |
| 14   | Alemania            | 0   | 1     | 1      | 2     |
| 14   | Armenia             | 0   | 1     | 1      | 2     |
| 16   | Eslovenia           | 0   | 1     | 0      | 1     |
| 16   | Israel              | 0   | 1     | 0      | 1     |
| 16   | Suecia              | 0   | 1     | 0      | 1     |
| 19   | Italia              | 0   | 0     | 2      | 2     |
| 20   | Macedonia del Norte | 0   | 0     | 1      | 1     |
| 20   | Moldavia            | 0   | 0     | 1      | 1     |
| 20   | Países Bajos        | 0   | 0     | 1      | 1     |
|      | TOTAL               | 16  | 16    | 32     | 64    |